# Кархут Спиридон Васильович

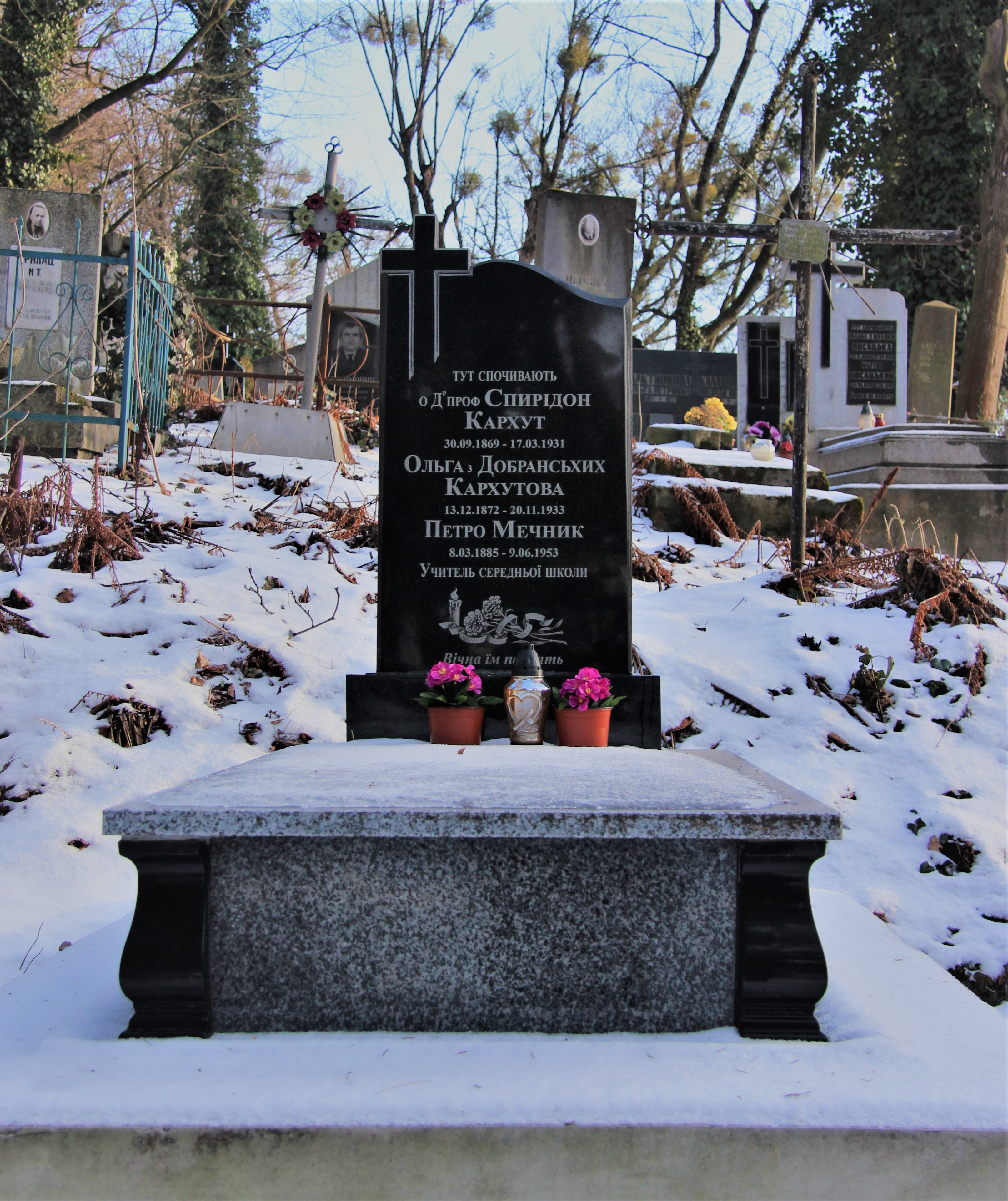

Спиридо́н Васи́льович Ка́рхут (30 вересня 1869, Новосілка Костюкова — 17 березня 1931, Львів) — священник УГКЦ, мовознавець, перекладач, педагог, доктор філософії.

## Життєпис
1887 р. закінчив Львівську академічну гімназію, а також 1891 р. богословський та 1903 р. філософський факультети Львівського університету.
1892 р. рукопокладений на священика та скерований на Станиславівщину. 
1903–1906 рр. — учитель чоловічої гімназії і водночас викладач Українського інституту для дівчат у Перемишлю, згодом один з засновників та перший директор 1-ї української приватної дівочої гімназії Сестер Василіянок у Львові. Від 1908 – радник Митрополичої греко-католицької консисторії. 1914 р. йому присвоєне почесне звання доктора філософії.
Делегат УНРади ЗУНР (жовтень-листопад 1918 р.).
Після Першої світової війни — професор богословської семінарії та богословської академії у Львові. Декан філософського факультету (1930–31) греко-католицької богословської академії. 
Похований на Личаківському кладовищі, поле 32. У 2021 році на могилі о. С. Кархута, встановлено новий надгробний пам'ятник.

## Праці
Автор праць: «Граматика української церковнослов'янської мови сучасної доби в зв'язку зі старослов'янською мовою: Фономорфологія» (1927), статей у богословських виданнях.
Редактор «Служебника» (1925).
1911 року переклав та видав із власною передмовою «Життєпис Перікла» Плутарха. Перекладав із давньогрецької богослужебні книги.

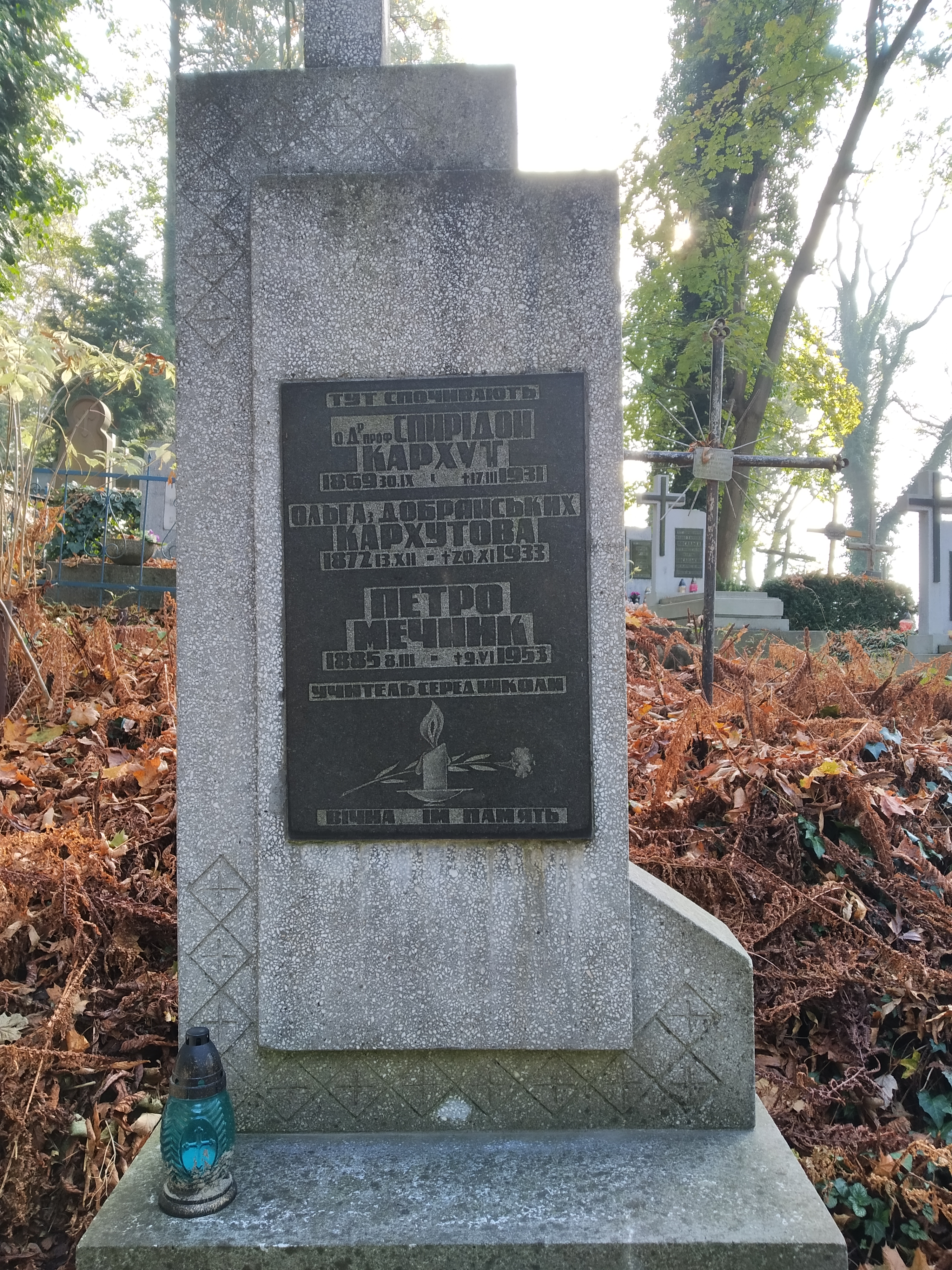
Могила на Личаківському кладовищі